# Іванов Олексій Миколайович
Олексій Миколайович Іванов (нар. 20 березня 1892, село Мишкіно Санкт-Петербурзької губернії, тепер Ленінградської області, Російська Федерація — розстріляний 1 листопада 1937, Москва) — радянський партійний діяч, залізничник, голова Харківського губернського виконавчого комітету. Член ЦК КП(б)У в березні 1919 — квітні 1920 р. Член Тимчасового бюро ЦК КП(б)У в березні — квітні 1920 р.

## Біографія
Член РСДРП(б) з 1913 року.
Вів революційну роботу в місті Харкові. У 1917 році — член Харківського комітету РСДРП(б). У 1917—1918 роках — в Червоній гвардії. Був політичним комісаром червоногвардійського загону заводу Шиманського в місті Харкові.
З 21 лютого 1919 року — голова і секретар Харківського губернського комітету КП(б)У.
У липні 1919 року — член Революційної військової ради Сумської групи військ 12-ї армії РСЧА Південного фронту. У серпні — грудні 1919 року — військовий комісар 41-ї стрілецької дивізії 14-ї армії РСЧА. У 1920 році був головним комісаром Південної залізниці.
У січні — квітні 1920 року — голова виконавчого комітету Харківської міської ради.
З 1920 року — на керівній роботі в Народному комісаріаті шляхів сполучення РРФСР. Працював начальником Туркестанського округу шляхів сполучення, начальником Північно-Західної залізниці, начальником Октябрської залізниці. Під час дискусії про профспілки — прибічник платформи «демократичного централізму».
З 1922 року працював у місті Харбіні (Китай) на Китайсько-Східній залізниці (КВЖД).
У жовтні 1924 — квітні 1926 року — перший радянський керуючий Китайсько-Східної залізниці. У січні 1926 року був арештований маньчжурською владою, але незабаром звільнений.
29 листопада 1927 року виключений із партії, але потім поновлений у членах ВКП(б).
До липня 1937 року — заступник начальника Головного будівельного управління Народного комісаріату шляхів сполучення СРСР.
11 липня 1937 року заарештований органами НКВС. 31 жовтня 1937 року засуджений до розстрілу. Розстріляний 1 листопада 1937 року на Донському кладовищі міста Москви.